# Армія національного визволення (Болівія)
Армія національного визволення (ісп. Ejército de Liberación Nacional) — болівійська ліворадикальна партизанська організація, створена 1966 року під керівництвом Че Гевари як частина континентальної герильї. Після загибелі Че Гевари 1967 року партію очолив Гідо Альваро Передо Лейге. Потім керівником АНВ став Освальдо Передо Лейге, а після його арешту — Моніка Ертль.

## Історія
Ернесто Че Гевара оголосив про створення Армії національного визволення на зборах свого загону поблизу табору «М-26» 25 березня 1967 року. Він написав Маніфест АНВ, звернення до болівійських шахтарів. Разом Че Гевара склав чотири зведення про дії Армії, однак тільки одне дійшло до незалежного болівійського друку. Всі решта документів АНВ були перехоплені владою.
АНВ вело збройну боротьбу проти диктатури Гуго Бансера, який встановив репресивний режим і приєднався до операції «Кондор». Під час полювання за нацистським військовим злочинцем Клаусом Барбі, який був одним з організаторів державного перевороту, який підтримала аргентинська хунта, міська структура АНВ зазнала важких втрат. 1973 року Армія національного визволення об'єдналась із РАН, ЛРР і Тупамарос створив Хунту революційної координації. 1976 року в Парижі члени АНВ стратили командувача 8 дивізіоном, причетного до загибелі Че Гевари. 1978 року, після усунення Бансера, Армія національного визволення саморозпустилась, а її члени приєднались до різних соціальних рухів.
Маркос Фарфан — один з членів Армії національного визволення, який вижив, — став заступником міністра внутрішніх справ в уряді Ево Моралеса і з тих пір займався розслідуванням «брудної війни» за часів диктатури.
Лойола Гусман Лара — зв'язна Гевари з міським підпіллям, а потім і партизанка, нині також займається розслідуванням злочинів диктаторського режиму.